# 阿根廷探戈

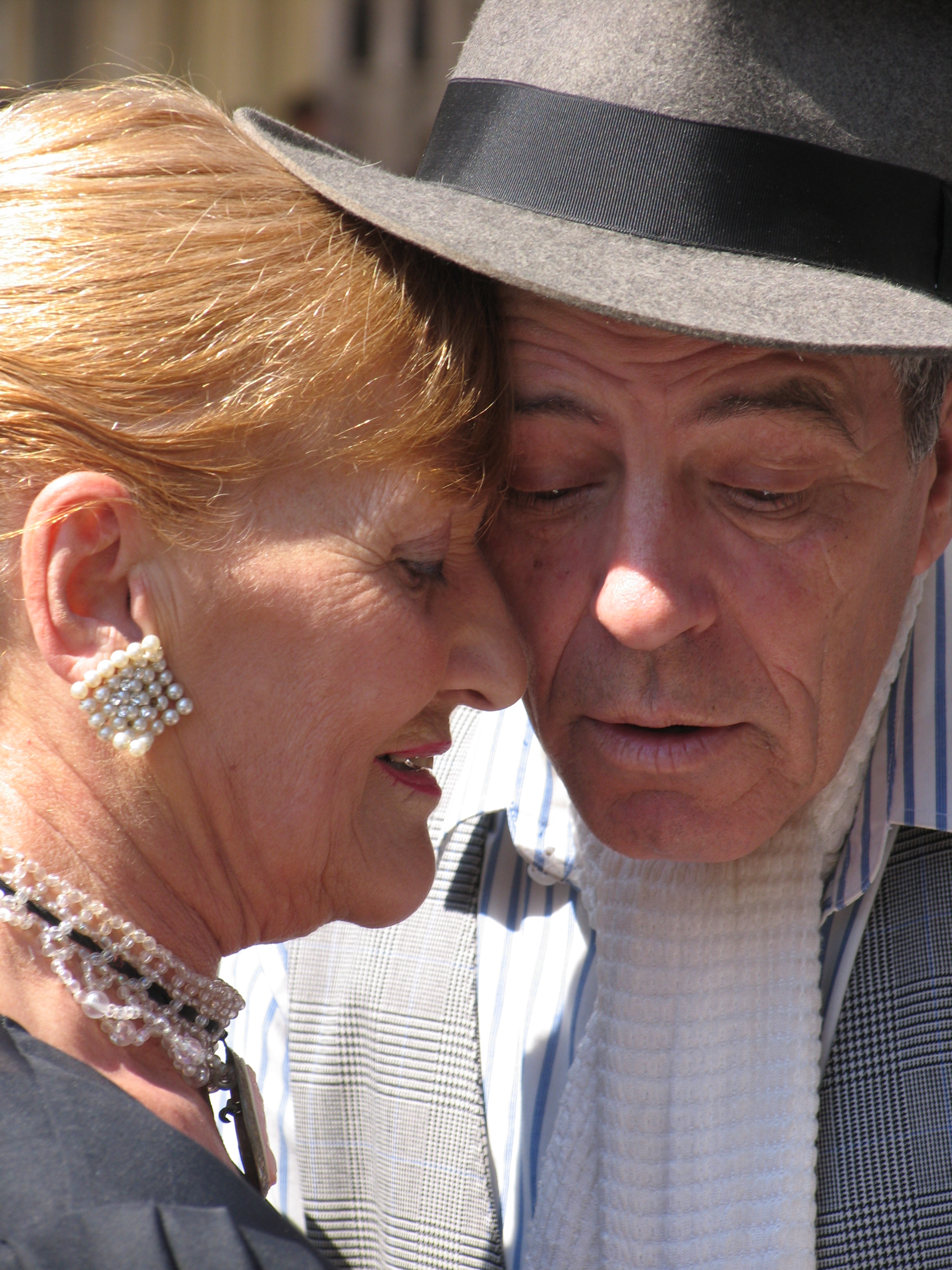

阿根廷探戈是起源於阿根廷或烏拉圭的傳統雙人舞，在傳播到世界產生不同的分歧。在世界各地，大部分的人對於「阿根廷探戈」和「標準舞探戈」普遍混淆不清。
根據不同區域和不同的時代，阿根廷探戈包括各種風格，它影響了鬧區發展，甚至是時尚的服裝。即使在阿根廷和烏拉圭保留了探戈的原始形態，但它們也受歐洲和北美的影響而有所改變。
阿根廷探戈舞沒有硬性規定一種擁抱舞姿，領導者和跟隨者間可以有一支手臂的開放距離，也可以非常緊密的從胸部相貼，或甚至有跟隨者背對領導者的舞姿。閉式擁抱往往是較為傳統的風格，而開放的擁抱大多會有許多裝飾與表現。
探戈基本上是一起和舞伴走在音樂裡。音樂性（即跳舞適當的情感和速度）是探戈舞蹈一個極其重要的組成部分。一個好的舞者可以讓人「看到音樂」。此外，舞者與地面的關係非常密切，兩腿交錯著步行。
阿根廷探戈在舞會(milonga)社交的場合時很大程度上仍依靠即興，但隨著時代的演進，很多腳步已經被模式化，有固定的「基本舞步」以及各個舞序套路，以方便入門學習。

## 和標準舞探戈的比較

### 競賽與社交
標準舞探戈的舞步已經被舞蹈工作室所標準化，幾十年來產生相對固定的風格。
然而，阿根廷探戈卻是一直不斷發展的舞蹈和音樂形式，在阿根廷探戈和世界其他地方主要中心的社交舞池裡，每天都不斷的發生變化。
阿根廷探戈仍然倚重與即興。雖然在教授跳舞時有編排些許的舞步順序，但即便在一個舞序裡，每個舞步可以帶出不同方向、速度和質感（可以是平順的、有衝勁的、鋒利的，等等）。雖然阿根廷探戈主要在舞池裡演進，阿根廷政府仍在布宜諾斯艾利斯舉辦阿根廷探戈大賽，吸引來自世界各地的參賽者。

### 擁抱（abrazo）
阿根廷探戈和標準舞探戈最大的差異是擁抱的形態和感覺。標準舞的技巧定義了兩個舞伴之間上半身後仰，同時下半身髖部保持接觸的框架。
在阿根廷的探戈幾乎是相反：舞者的胸部比自己的髖部更接近對方，而且經常彼此胸部完全貼合（根據不同高度的領導者在親密的擁抱時，接觸點會不同）。在緊密的擁抱時，帶領者和追隨者的胸部是完全接觸的，他們的臉部在跳舞時輕觸或十分接近的。 但在開放的懷抱時，可根據舞伴彼此需要的空間調整，但始終沿著擁抱的手臂的接觸給予最佳的溝通橋樑。
由於阿根廷探戈幾乎是完全即興的，在舞伴之間需要有明確的溝通。即使用在非常開放的擁抱舞姿跳舞，阿根廷探戈不會向後仰而遠離對方，每個舞伴都站在自己的軸心上。 無論是開式或閉式舞姿，探戈的擁抱並不是僵直固定的，而是放鬆的，就像一個擁抱。

### 走路（caminando）
另一個差異是當跟隨者在左腳重心時，帶領者仍可以自由的踏在左腳。換言之，相對於一般雙人舞的平行系統（parallel/even），這種走法屬於非平行（或交叉）系統（crossed/uneven）。在標準舞探戈裡，非平行系統被視為錯誤的跳法（除非兩人同時面對同一個方向）。再者，可彈性變化的擁抱允許帶領者在不改變跟隨者的重心的狀況下自行變換重心。相對於標準舞探戈兩人必須同時變換重心，這是另一個主要的差異。

### 音樂
阿根廷探戈的音樂和標準舞探戈有很多的差異。一個世紀以來大量的探戈音樂被很多不同的樂團重編。不僅在音樂的數量，這些樂團在編曲的風格上也有極大的差異，這使得探戈舞者可以一整晚舞會都只跳探戈。阿根廷探戈音樂的的四大代表樂團是：底薩里（Di Sarli），達里恩佐（D'Arienzo），特羅伊洛（Troilo）和普列塞（Pugliese）。他們都是探戈舞蹈樂團，多數的音樂可以拿來跳舞，其音樂精神的特點是清楚標記節拍。有明確的，重複的重音或拍子，很有力量的探戈節奏，基於 2x4，四拍中二重拍（四分之二拍）。皮亞佐拉融合了古典樂旋律，把探戈音樂從舞池推上音樂廳。他的作品詮譯了我們的當代生活，用它的音樂跳舞則和現代舞有更多的關聯。

## 阿根廷探戈歷史

### (一) 初始階段
1853年起，中下階層的歐洲移民懷著淘金夢開始大量湧入阿根廷，與原居住於彭巴草原的阿根廷原住民Gauchos、來自非洲的黑人奴隸以及早期殖民時期的歐洲人，造成不同種族、文化強烈地碰撞融合，加上因大量移民而產生的居住及工作問題，男女比例懸殊及族群衝突等，阿根廷探戈就在這樣充滿悲傷與落寞的時空背景下誕生，在暫時撫慰失望與破碎的心靈的小酒館中誕生，在城市的勞工階層中流展開來。1880-1912年間的「老派音樂時期」（Guardia Vieja）為最早的探戈音樂跟舞蹈形成的時期，無論音樂或舞蹈的進展都是以觀察、模仿、經驗的方式發展，樂手們也大都不識樂譜而是根據聽力來演奏。當時的動作有些不為世俗標準所接受，而妓院也是當時探戈舞蹈進行的主要場所，因此初期的探戈舞蹈是不被阿根廷社會所接受的。

### (二) 黃金時代1945年~1955年--
二十世紀初期，阿根廷探戈飄洋過海到了歐陸，在許多城市出現了探戈小酒館文化。萌芽於中下階層的探戈，隨著巴黎上流社會對其的喜愛而使探戈向上發展。隨後名歌手Carlos Gardel為歐美帶來一股排山倒海的探戈熱，同時期的阿根廷工業發展帶動的人民生活水平的提高，1940年代後探戈舞會已然成為Buenos Aires市民生活中重要的部分。不斷出現的探戈樂團帶來各式樂風、舞蹈人口的大量成長發展出的各式舞風使得探戈演變得更為細緻與多樣，探戈也從情緒慰藉進一步成為都市人的社交與藝文生活。此時的探戈擺脫了全然作為社交性質的舞蹈：好的舞者開始表演，因而出現了集結各種創新舞步的「綺麗探戈」（Tango Fantasía）。1950年代舞者Juan Carlos Copes將探戈表演帶到舞台上，出現了新的探戈形式「舞台探戈」（Tango Ecenario）。這就是史稱的探戈黃金時期。當時Buenos Aires城就是一場盛宴，十年不間斷的盛宴。這也是整個阿根廷唯一的一場盛宴。

### (三) 重創與重振
阿根廷探戈的第一次重創來自於搖滾樂的誕生，搖滾樂屬於年輕人對抗父權及社會權威的叛逆，於是年輕族群壓倒性的揚棄了探戈傳統；1950年代之後，阿根廷軍政府上台，全面禁止私人聚會活動，白色恐怖使得探戈音樂家入獄，探戈舞會被迫進入地下化，這是探戈發展的第二次重創。在兩次致命的創傷下，探戈舞蹈發展停滯了，但探戈音樂卻在海外開始跨時代的革命：1980年代旅居歐洲的皮亞佐拉Astor Piazzolla將爵士樂和古典樂以學院派的形式融入探戈中，創造了嶄新的探戈面貌，開啟了新探戈（Tango Nuevo)。他將探戈音樂以及波蘭人戈耶乃奇Goyeneche唱的探戈曲散播到全世界，而今天我們認識到探戈音樂，往往是由皮亞佐拉開始，而非傳統意義上的探戈音樂。